# Trichohippopsis exilis
Trichohippopsis exilis är en skalbaggsart som beskrevs av Maria Helena M. Galileo och Martins 2006. Trichohippopsis exilis ingår i släktet Trichohippopsis och familjen långhorningar. Inga underarter finns listade i Catalogue of Life.